# 기내판매

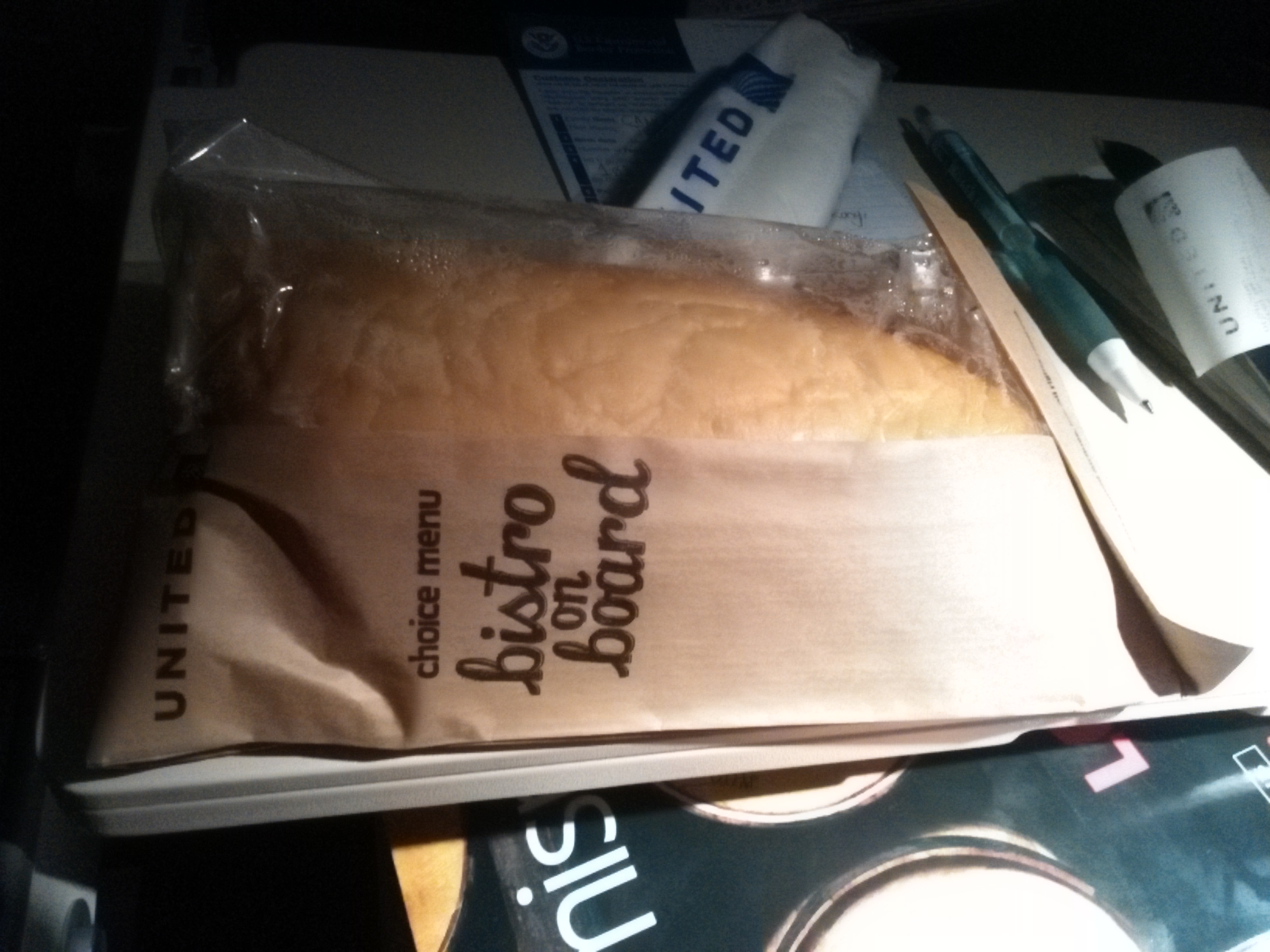
유나이티드 항공 비스트로 온 보드 샌드위치

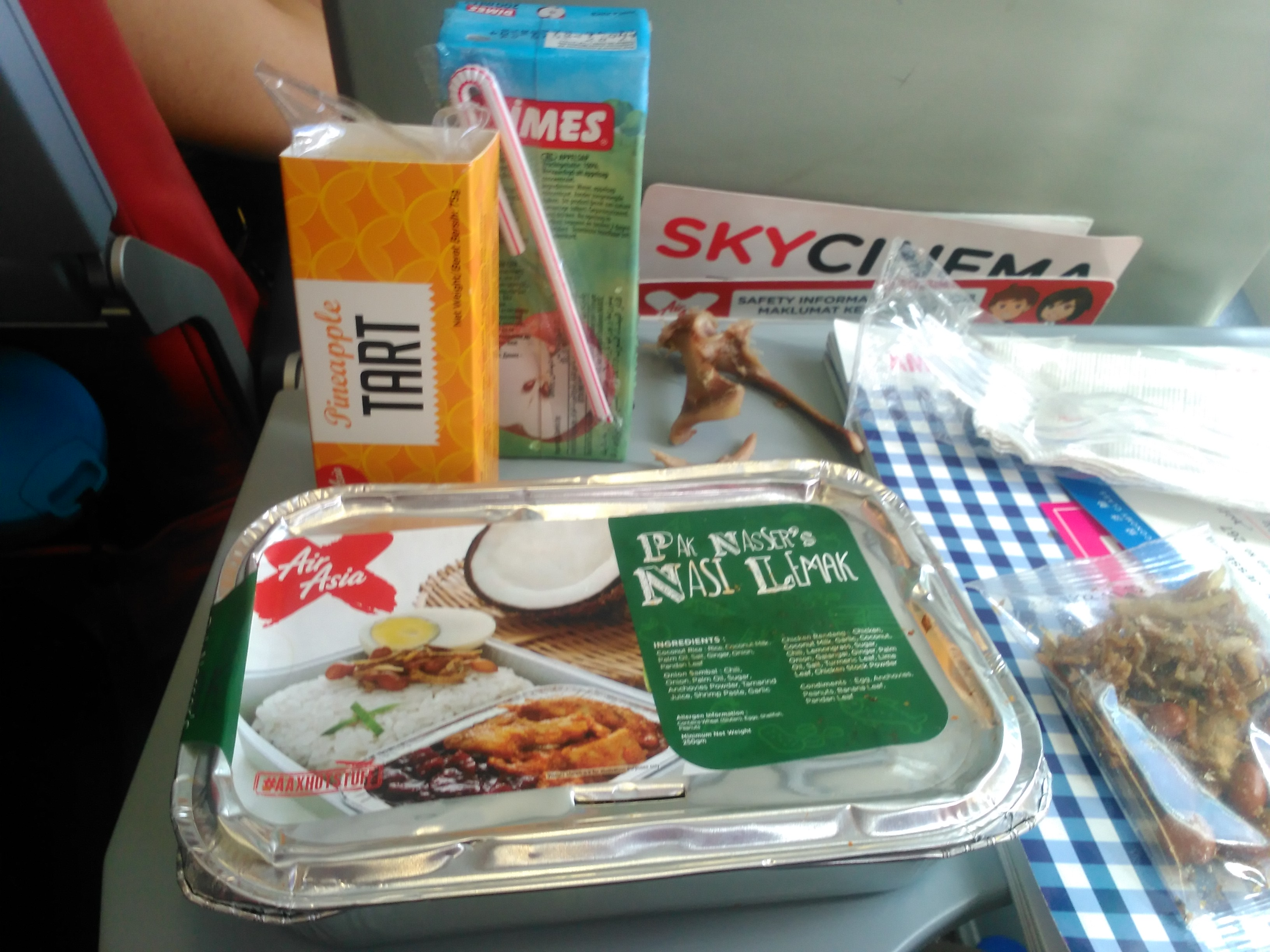
에어아시아 X의 Pak Nasser의 나시 레막

기내판매(機內販賣)는 여객기 기내에서 항공사가 물품을 판매하는 것이다. 항해 중에 승무원이 점원을 겸임한다. 수익 향상 방법으로 기내 판매에 주력하고 있으며, 기내 잡지와는 별도로 기내 판매품의 카탈로그를 비치하고있는 항공사가 대부분이다.

## 구입 방법
이륙에서 착륙 준비에 들어갈 때까지의 항해 중에 구입 가능하다. 좌석 근처에 상품 카탈로그가 배치되고, 그것을 바탕으로 승객이 좌석에서 승무원에게 구입 의뢰를 한다. 현금, 신용 카드, 항공사에서 발행한 쿠폰 등으로 구입할 수 있다. 승무원이 상품을 주며, 만약 바로 수령이 불가능하면 추후에 자택으로 보내주는 등의 절차가 존재하고 있다.

## 같이 보기
- 면세점